# Pěvecký sbor

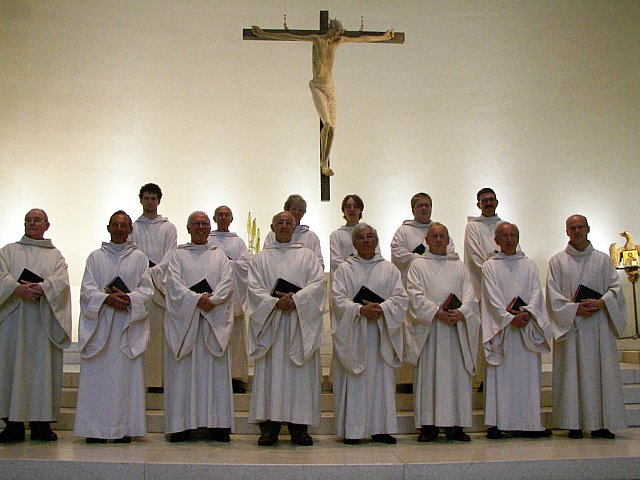
Schola - sbor gregoriánského chorálu

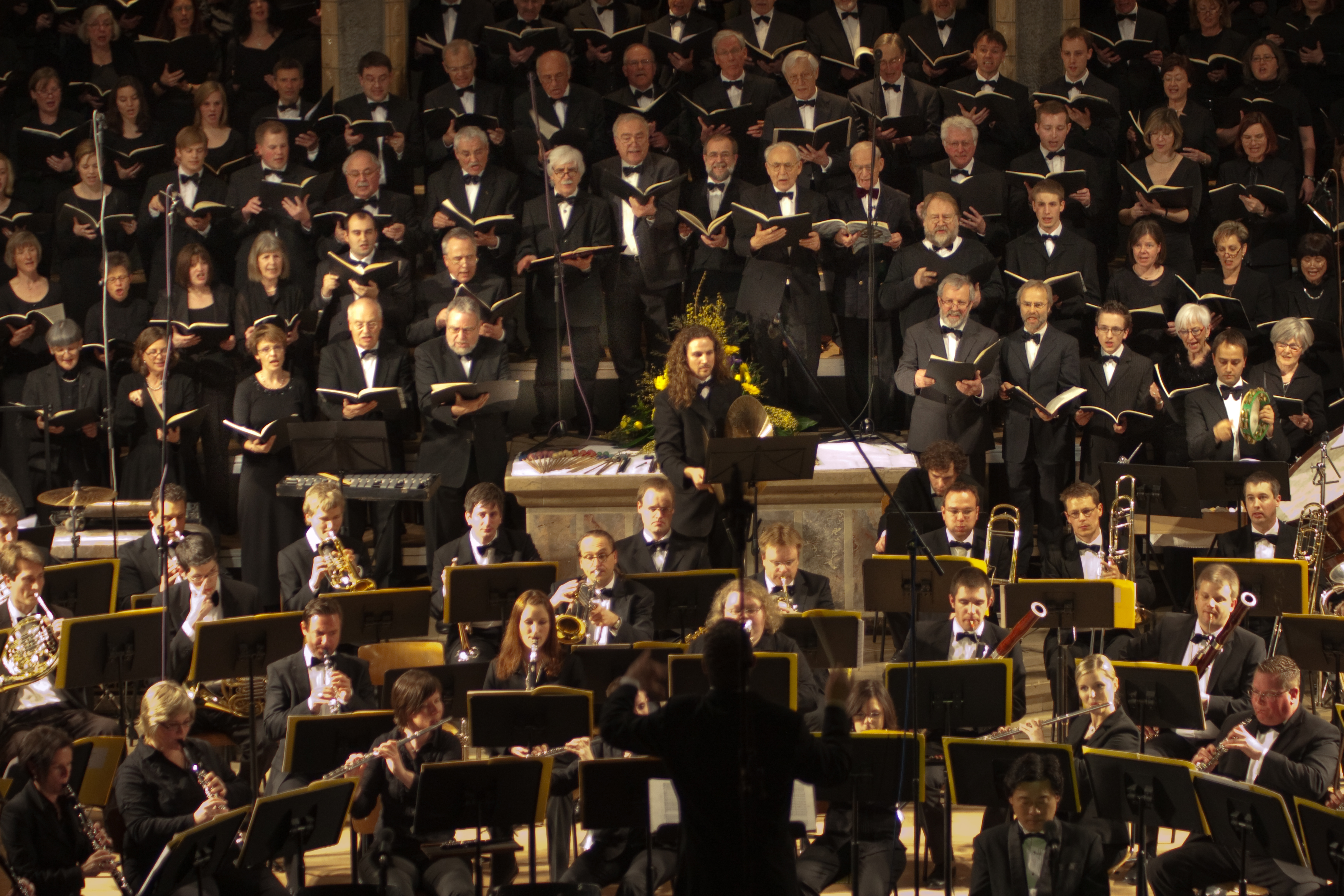
Smíšený sbor s dechovým orchestrem (Ulm)

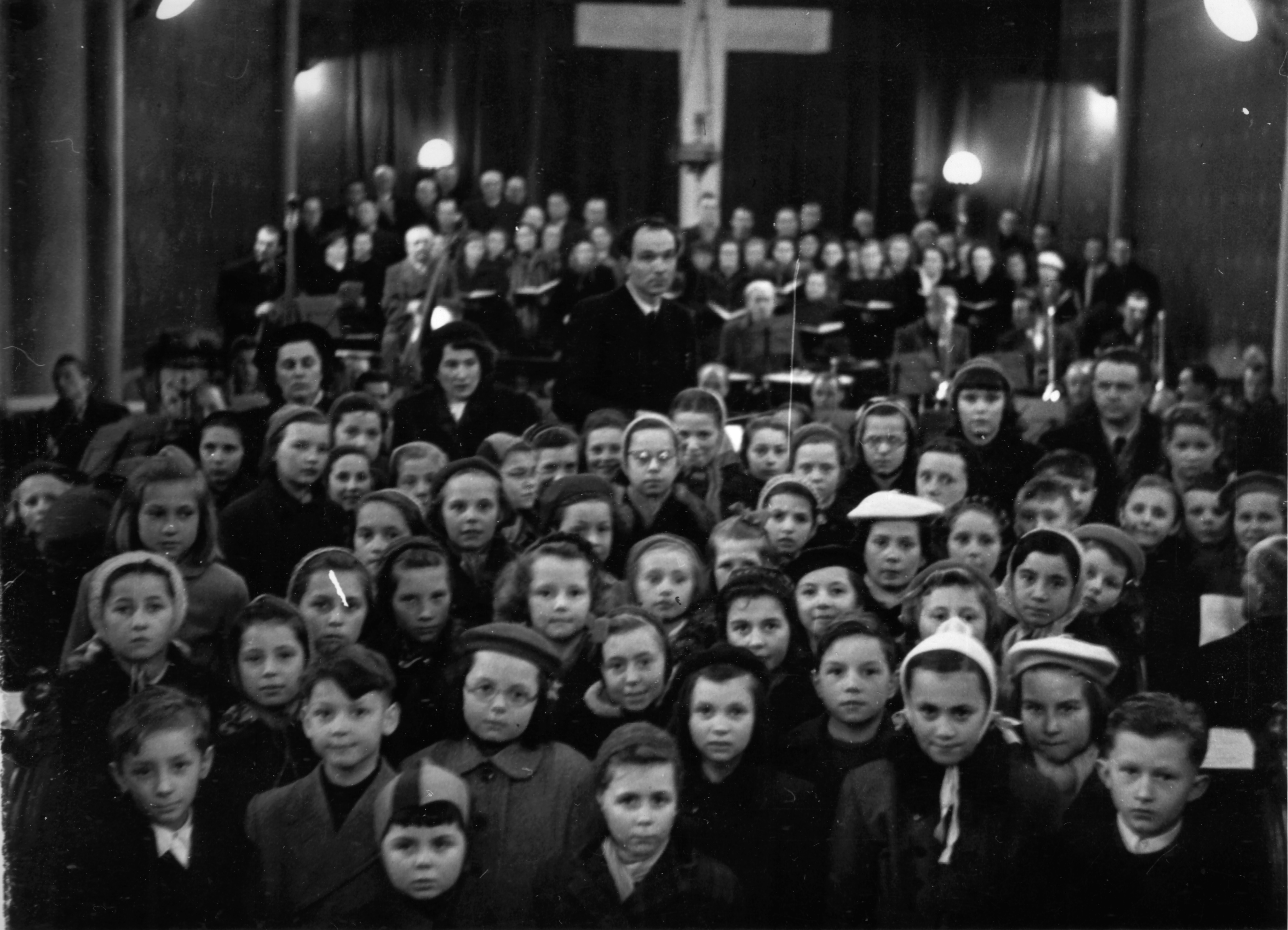
Dětský chrámový sbor při kostele sv. Alžběty - fotrografie z Teplic, pořízená v 50. letech

Pěvecký sbor je hudební těleso tvořené výhradně vokalisty. Jeho vedoucím je sbormistr, méně často označovaný jako sborový dirigent.

## Rozdělení sborů
Pěvecké sbory lze dělit podle různých kritérií. Nejčastější dělení sbory rozděluje na mužské, ženské a smíšené nebo na sbory dětské a sbory dospělých. Dalším kritériem může být např. účel, pro něž byl sbor založen. Tak máme tzv. scholy (založené za účelem realizace liturgického zpěvu) a chrámové sbory nebo sbory školní (dále pak dělené podle typu škol).
Svůj vlastní pěvecký sbor mívají i velké operní domy.

## Významné české pěvecké sbory
Tradice pěveckých sborů na českém území je dlouhá a bohatá. Pěvecké spolky byly zakládány od poloviny 18. století, mezi nejstarší dosud fungující patří Zpěvácký spolek Hlahol v Praze nebo kroměřížský Moravan. Sborem s nejdelší nepřetržitou činností je Učitelský smíšený pěvecký sbor Tyl, založený roku 1846 v Kutné Hoře. Mezi české významné sbory patří také Kühnův smíšený sbor, Pražský filharmonický sbor, Pražský komorní sbor, Schola Gregoriana Pragensis či Český filharmonický sbor.
O organizované české sborové hnutí se stará Národní informační a poradenské středisko pro kulturu (NIPOS) a rovněž Unie českých pěveckých sborů, nástupnická organizace dřívějších sborových asociací (Pěvecká obec československá, Jednota zpěváckých spolků českoslovanských ad.).
Z dětských pěveckých sborů jsou světově proslulé zejména Kampanela, Kühnův dětský sbor, Bambini di Praga, Kantiléna, Radost Praha, Rolnička Praha, Dětský sbor Jitřenka, Dětský pěvecký sbor Ondrášek, Boni pueri, Severáček ad.